# Forêt nationale de Goytacazes
La forêt nationale de Goytacazes (portugais : Floresta Nacional de Goytacazes) est une forêt nationale brésilienne. Elle se situe dans la région Sud-Est, dans l'État d'Espírito Santo.
Le parc fut créé en 2002 et couvre une superficie de 1 424 hectares.
Il s'étend sur le territoire de la municipalité de Linhares.